# DN39B
De DN39B (Drum Național 39B of Nationale weg 39B) is een weg in Roemenië. Hij loopt van de DN39 naar de badplaats Olimp. De weg is 3,9 kilometer lang.